# Marcgravia sintenisii
Marcgravia sintenisii är en tvåhjärtbladig växtart som beskrevs av Urban. Marcgravia sintenisii ingår i släktet Marcgravia och familjen Marcgraviaceae. Inga underarter finns listade i Catalogue of Life.